# 德尔彭
德尔彭是德国下萨克森州的一个市镇。总面积33.06平方公里，总人口4991人，其中男性2491人，女性2500人（2011年12月31日），人口密度151人/平方公里。